# Vincenzo Luca Pezza
Vincenzo Luca Pezza (Itri, 15 ottobre 1762 – Itri, 27 agosto 1827) è stato un militare italiano.
Era gemello di Giuseppe Antonio Pezza e fratello di Fra Diavolo, colonnello borbonico, con il quale combatté fianco a fianco per la riconquista del Regno di Napoli. Combatté nell'agosto del 1799 nella campagna dell'agosto di quello stesso anno per la riconquista di Roma, con il grado di capitano aggiunto allo Stato Maggiore.

## Biografia

### Guerra contro i Francesi
Vincenzo Luca partecipò, assieme al fratello Fra Diavolo, a numerose campagne militari organizzate contro i francesi; la prima per la riconquista del Regno di Napoli e successivamente per la liberazione di Roma. 
Durante le assenze del fratello, il principe d'Assia Philipstadt, comandante della Piazza di Gaeta, faceva riferimento a Vincenzo. Però, quando ricevette dallo stesso Philipstadt l'ordine di effettuare un'incursione ad Itri per scoprire un omicida di Gaeta ed arrestare Mattia Mancini, il Pezza oppose un secco rifiuto perché intendeva, disse, "schivare queste odiosità". Per questa insubordinazione, Vincenzo fu rimproverato in un modo ieratico e declamatorio dal suo superiore, il Philipstadt. 
Tuttavia le relazioni tra i due si mantennero sempre amichevoli e Vincenzo mantenne una continua corrispondenza con il Philipstadt, come del resto tutta la famiglia Pezza. Tornato nell'esercito nel 1806, partecipò, dopo la conquista di Napoli e all'insediamento del nuovo re, Giuseppe Bonaparte, alla guerriglia antifrancese. A metà marzo del 1806, durante l'assedio francese di Gaeta, nel corso di una sortita con 200 uomini, mise in fuga un reparto di assedianti, impadronendosi di una mandria di cinquanta vacche che riportò alla fortezza, ricevendo un solenne encomio solenne dal comandante Philipstadt. 
Vincenzo partecipò con il grado di maggiore alla campagna di Calabria, imbarcato sulla "polacca inglese", al comando del fratello Michele, insieme ad altre 104 persone, tra cui i due figli di Vincenzo, Domenico Pezza e Francesco Antonio, avuti con Maria Felicia Mancini. Con la "Legione della vendetta" partecipò all'assalto di Amantea, poi all'occupazione di Carolei e Lago. La squadra navale inglese, che si manteneva vigile sul Tirreno, accoglieva spesso a bordo i Pezza, di cui si elogiavano le azioni e verso i quali si manifestava rispetto, ammirazione e stima, tanto che il generale Smith definì Francesco Antonio Pezza "un bravo e valoroso soldato".

### La cattura, la salvezza e la vita dopo la guerra
Dopo lo scontro di San Marco, avvenuto nei pressi di Itri, Vincenzo Pezza il 28 dicembre 1806 venne catturato e imprigionato dai francesi. Riuscì a fuggire, non sappiamo come, e, dopo la cattura e la morte di Fra Diavolo, si rifugiò in Sicilia presso la corte borbonica, che vi si era trasferita, ma fece ritorno ad Itri nel 1814, quando Ferdinando IV si sedette nuovamente sul trono, legittimato dal Congresso di Vienna. 
Con il decreto del 1816, comunicato con lettera di partecipazione allo scontro di San Marco, Vincenzo Pezza venne nominato "secondo maggiore" dell'esercito borbonico e direttore generale provvisorio della Real Piazza di Gaeta. Fu anche decorato con la medaglia di bronzo il 9 agosto 1816, una decorazione istituita a favore di coloro che avevano dato "indubbie prove di fedeltà e di attaccamento al trono".